# Ramgarh Cantonment
Ramgarh Cantonment (eller bara Ramgarh) är en stad i den indiska delstaten Jharkhand, och är huvudort för distriktet Ramgarh. Folkmängden uppgick till 88 781 invånare vid folkräkningen 2011, med förorter 132 425 invånare. Ramgarh Cantonment har status som cantonment, vilket betyder att den är en garnisonsstad under militär administration.